# Chonchette
Chonchette è un film muto italiano del 1918 diretto da Paolo Trinchera.